# ジャライ王国

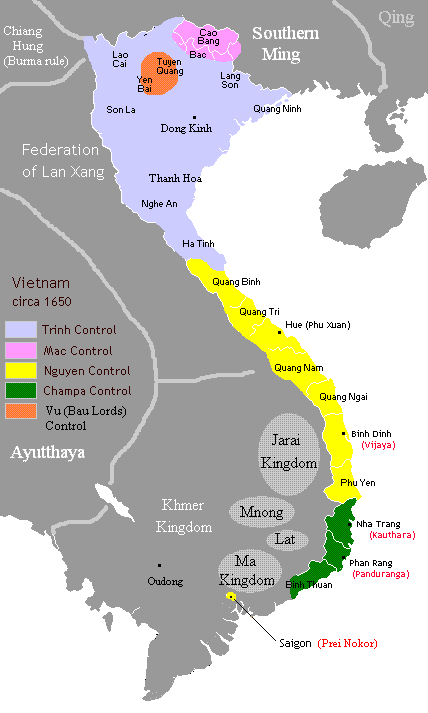

安南大国画図（1838年）；南蟠（NAM BÀN）がジャライ王国

ジャライ王国（Ala Car P'tao Degar、ベトナム語：Tiểu quốc J'rai）はベトナムタイグエン（中部高原）にジャライ族やエデ族が建立した、一連の政権。ベトナムの史料では南蟠（ベトナム語：Nam Bàn / 南蟠、ナムバン）と呼ばれた。
ジャライ王国はもともとチャンパ（占城）の一部分であった。1471年にベトナムの黎聖宗がチャンパを滅ぼすと、チャンパの残存勢力は三カ国に分裂した。チャム族はパーンドゥランガ朝（賓童龍／Panduranga）に、エデ族はカウタラ朝（Kauthara／कौथर、華英／Hoa-anh、慶和／Khánh-hòa、古笪羅／Cổ-đát-la）に、そしてまたジャライ族は南蟠を建国し、これらはいずれもチャンパ連合的に構成した。黎聖宗は石碑山より西をチャンパの子孫に分け与え、南蟠国に封じた。
ジャライ王国は現在のジャライ省やコントゥム省・ダクラク省に位置した。その中でも二つの最大勢力は、北部に存在した水舎と火舎であった。ジャライ王国は19世紀に消滅した。